# Жизнь У Сюня
«Жизнь У Сюня» (кит. 武训传, Wu Xun zhuan, англ. The Life of Wu Xun) — китайский фильм режиссёра Сунь Юя, вышедший на экраны в 1950 году, и практически сразу же исчезнувший из проката (в 1951 году) после резкой критики в адрес фильма Мао Цзэдуном.

## Сюжет
Фильм рассказывает историю о нищем, просившем милостыню, а затем открывшем ростовщическую контору и собравшем капитал, достаточный для того, чтобы создать несколько бесплатных школ для таких же неимущих страдальцев, каким он до этого был сам.

## О фильме
В задумке сценариста и режиссёра в исполнении прекрасного актёра Чжао Даня акценты в образе главного героя упали не на бессердечное общество, жертвой которого он оказался в начале жизненного пути, а на гуманистические порывы его собственной натуры.
Разрешение на выпуск фильма был выдан на самом высоком уровне. В прокате фильм пользовался успехом зрителей, картина также получила множество положительных отзывов в печати (за несколько месяцев было опубликовано свыше 200 рецензий). Однако 20 мая 1951 года «Жэньминь жибао» опубликовала статью (считается, что автором мог выступить сам Мао Цзэдун), в которой фильм критиковался за «буржуазный реформизм». Прокат картины был приостановлен, фильм на доработку, требуя усилить негативные оценки дореволюционного общества и профессии ростовщика как «кровопийцы».
Через небольшой промежуток времени вокруг фильма развернулась ожесточенная критическая кампания с откровенными политическими акцентами, целью которой было указать кинематографистам и зрителям, какими должны быть фильмы, персонажи, строй их мыслей, их подчиненное по отношению к государству и, главное, правящей партии положение. Самих кинематографистов (не только участвовавших в создании «Жизни У Сюня», но весь этот творческий корпус) принудили к той или иной меры публичным покаяниям в «мелкобуржуазности» и громогласно-жестким обещаниям «служить рабочим и крестьянам».